# Fockea
Fockea là chi thực vật có hoa trong họ Apocynaceae.

## Các loài
- Fockea angustifolia K.Schum., 1893
- Fockea capensis Endl., 1839
- Fockea comaru (E.Mey.) N.E.Br., 1908
- Fockea edulis (Thunb.) K.Schum., 1895
- Fockea multiflora K.Schum., 1893
- Fockea sinuata (E.Mey.) Druce, 1916

## Hình ảnh

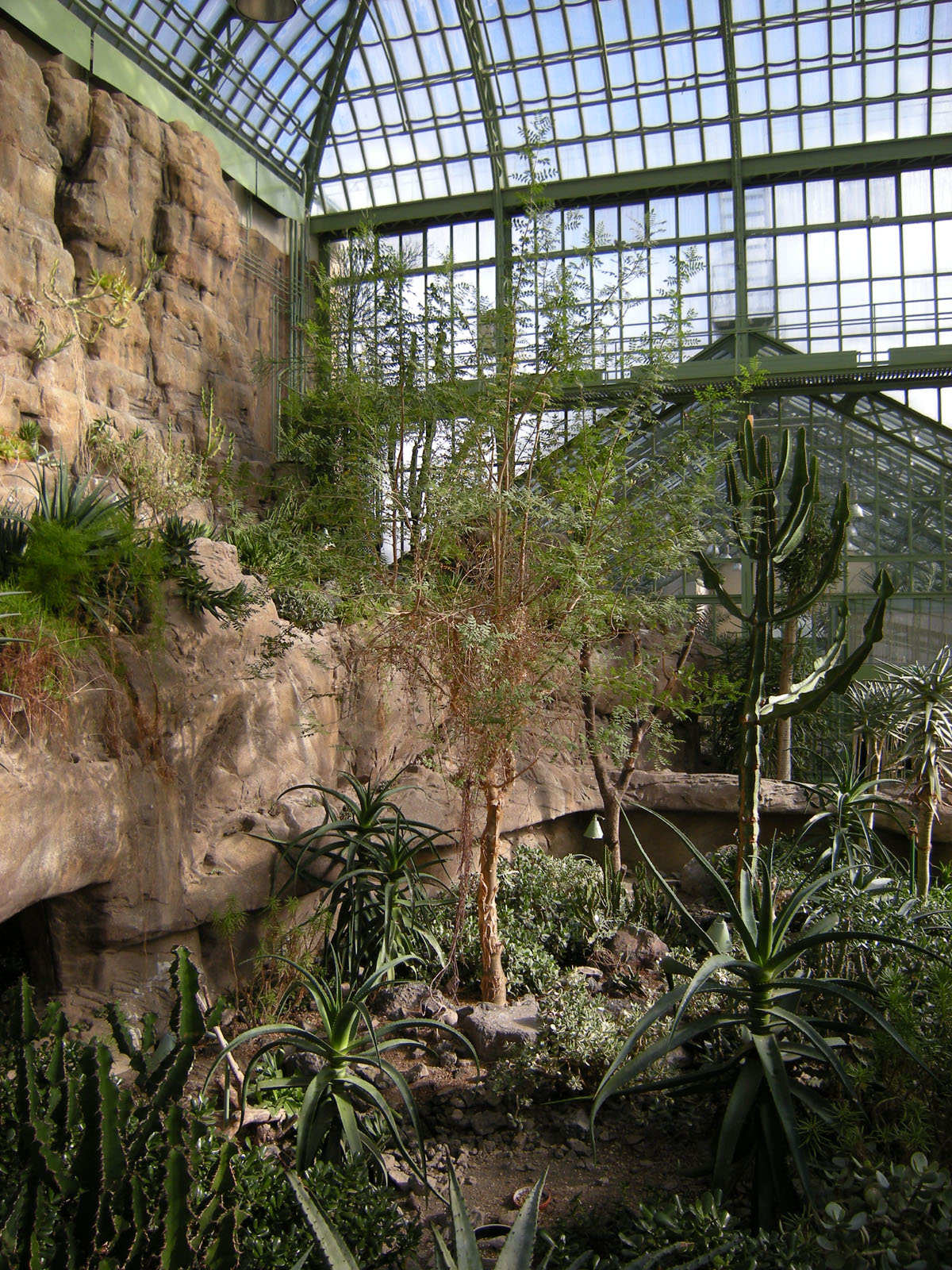